# IC 3888
IC 3888 ist eine Linsenförmige Galaxie mit aktivem Galaxienkern vom Hubble-Typ S0 im Sternbild Jagdhunde am Nordsternhimmel. Sie ist schätzungsweise 434 Millionen Lichtjahre von der Milchstraße entfernt und hat einen Durchmesser von etwa 130.000 Lichtjahren.
Im selben Himmelsareal befinden sich u. a. die Galaxien IC 3892, IC 3895, IC 3897, IC 3920.
Das Objekt wurde am 21. März 1903 von Max Wolf entdeckt.